# Woerden
Woerden é um município dos Países Baixos, situado na província da Utreque. Tem 92,92 km² de área e sua população em 2020 foi estimada em 52.558 habitantes.